# Chassagne-Saint-Denis
Chassagne-Saint-Denis település Franciaországban, Doubs megyében. Lakosainak száma 129 fő (2022. január 1.). Chassagne-Saint-Denis Scey-Maisières, Flagey, Cléron és Ornans községekkel határos.

## Népesség
A település népességének változása:
| Lakosok száma | 79   | 85   | 100  | 113  | 118  | 118  | 114  | 111  | 111  | 129  |
|               | 1968 | 1982 | 1990 | 2006 | 2013 | 2015 | 2017 | 2019 | 2020 | 2022 |